# فابریکا د سینه
فابریکا د سینه (انگلیسی: Fábrica de Cine) یک شرکت تولیدی است که در اکتبر ۲۰۱۳ توسط گاستون پاولوویچ تأسیس شد و متخصص در تولید فیلم و نمایش تلویزیونی است.